# Skymetro
| |                    |                |                |
| Streckenlänge:                                                                                       | 1,138 km           |                |                |
| Streckengeschwindigkeit:                                                                             | 13,3 m/s = 48 km/h |                |                |
| |                    |                |                |
| Airside Center - Dock E                                                                              |                    |                |                |
| \| \| 0,000 \| Airside Center \| Airside Center \| \| \| \| \| \| \| \| 1,138 \| Dock E \| Dock E \| |                    |                |                |
| Haltepunkt / Haltestelle Streckenanfang (im Tunnel)                                                  | 0,000              | Airside Center | Airside Center |
| Strecke (im Tunnel)                                                                                  |                    |                |                |
| Haltepunkt / Haltestelle Streckenende (im Tunnel)                                                    | 1,138              | Dock E         | Dock E         |

Die Skymetro ist eine vollautomatische, unterirdische und von Poma-Otis realisierte seilgetriebene Luftkissenbahn, die seit September 2003 am Flughafen Zürich das zentral gelegene Airside Center mit dem Satellitenterminal Dock E verbindet. Die Bahn benötigt für die rund 1,1 Kilometer lange, durch zwei getrennte Tunnelröhren unter der Westpiste 10/28 hindurch führende Strecke zwei bis drei Minuten.

## Technik

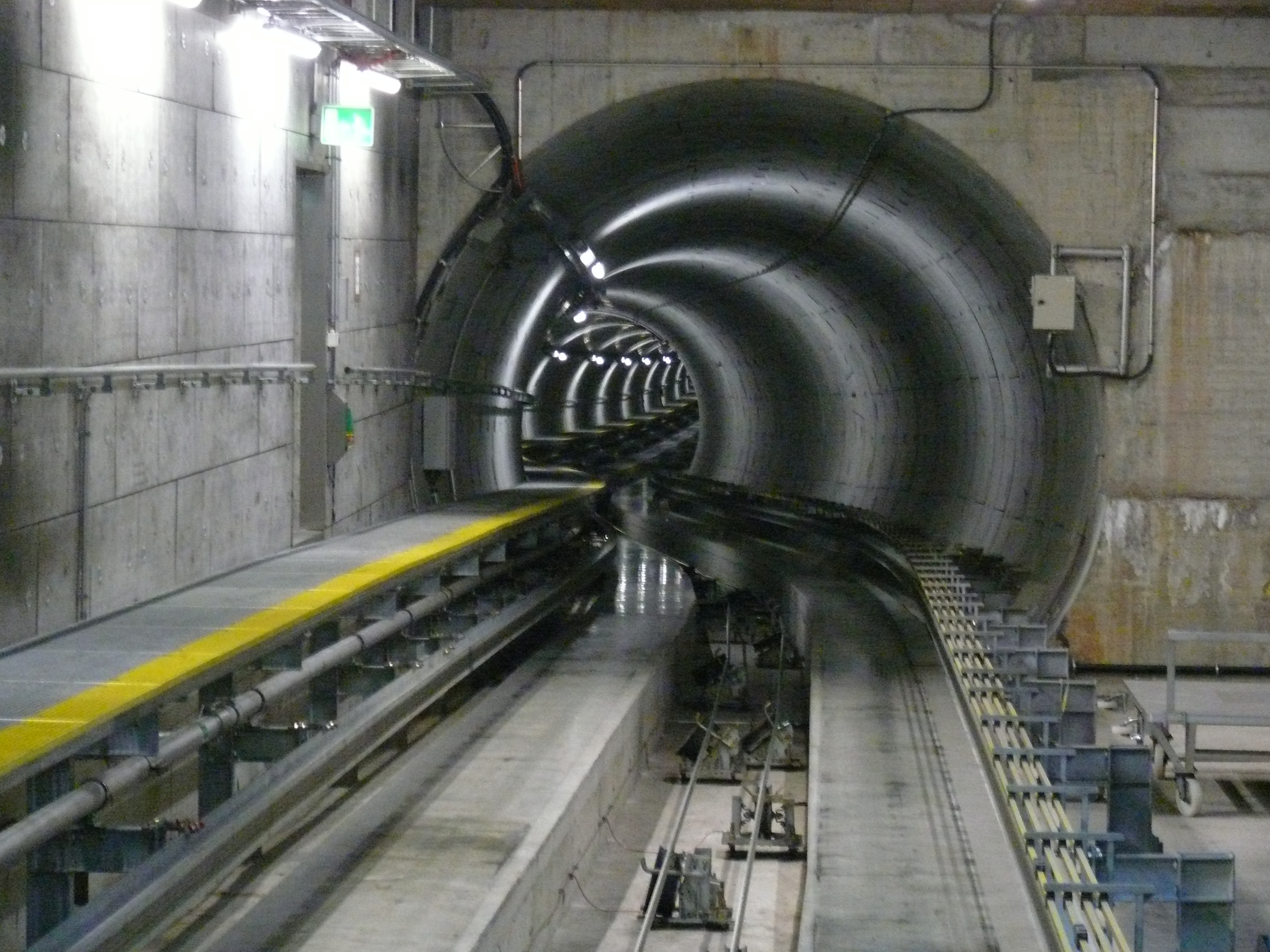
Tunnel der Skymetro

Die 1138 Meter lange Strecke legt die von einem Stahlseil gezogene Skymetro auf einem etwa 0,2 Millimeter dicken, von Luftkompressoren generierten Luftkissen über einem glatten Betonboden zurück. Der Transport der Fahrzeugkompositionen wird mit fünf Seilschleifen sichergestellt, welche in beiden Tunneln von zwei Motoren à 465 Kilowatt und in den Langkehren von zwei Motoren à 266 Kilowatt sowie in der Abstellhalle von einem Motor à 55 Kilowatt angetrieben werden. Die Verbindung mit dem Zugseil erfolgt pro Fahrgestell mit zwei seitlich hydraulisch horizontal verschiebbaren Klemmen zur Positionierung über dem gewünschten Antriebsseil, das angehoben wird.
An der Tunnelwand sind Bilder angebracht, die an die Geschwindigkeit der Bahn angepasst sind. Damit wird eine Daumenkino-artige Animation erreicht. Die Kurzfilme zeigen die Alpen und eine winkende Heidi. Gleichzeitig wird Jodeln und der Anfang der Heidi-Melodie abgespielt.

## Geschichte
Die Skymetro wurde im Rahmen der fünften Bauetappe im Jahr 2001 gebaut und erstmals 2003 in Betrieb genommen.
Ab Juli 2009 wurde die Skymetro im Rahmen des Bauprojekts „Zürich 2010“, das vor allem die Zentralisierung der Sicherheitskontrollen und den Neubau des Sicherheitskontrollgebäudes beinhaltete, erweitert und umgebaut. Ankommende und abfliegende sowie Passagiere aus dem Schengen-Raum und Passagiere von Nicht-Schengen-Abflughäfen werden neu getrennt transportiert. Eine Aufteilung der Stationen gewährleistet die durchgehende Trennung der geprüften und nicht geprüften Passagiere nach der Zentralisierung der Sicherheitskontrollen. Um die mit dieser Aufteilung verbundene höhere Nutzung ausgleichen zu können, wurden die drei Zugkompositionen von zwei auf drei Einheiten erweitert. Für die Erweiterung und Ergänzung wurde Wert auf die Berücksichtigung von Schweizer Seilbahnfirmen gelegt: Die seilbahntechnischen Anlagen stammen zwar von Poma/F-Otis/USA; die drei neuen Fahrgestelle jedoch von Bartholet in Flums, die Kabinen von Gangloff in Bern, das Zugseil von Fatzer in Romanshorn und das Altdorfer Unternehmen SISAG lieferte die elektrischen Steuerungen.

## Rechtliche Einordnung
Die Skymetro kann nur von Fluggästen benützt werden. Sie ist kein öffentliches Verkehrsmittel, sondern eine Nebenanlage des Flughafens Zürich und durch die Flughafenkonzession abgedeckt. Das Bundesamt für Verkehr (BAV) übt folglich die Aufsicht im Auftrag des Bundesamtes für Zivilluftfahrt (BAZL) aus. Das BAV erteilte am 18. Juli 2003 die Betriebsbewilligung für 20 Jahre.

## Rezeption
Sie ist schweizweit mit 6,73 Millionen Passagieren (2010) die leistungsfähigste und mit 176 Millionen Schweizer Franken Kosten auch die teuerste Seilbahnanlage. Sie zählt zu den anspruchsvollsten Seilbahnanlagen und weist einen hohen Ausbau- und Sicherheitsstandard auf. So enthält die Bahn eine dreifache Sicherheitsüberwachung.